# 北京冬奥村

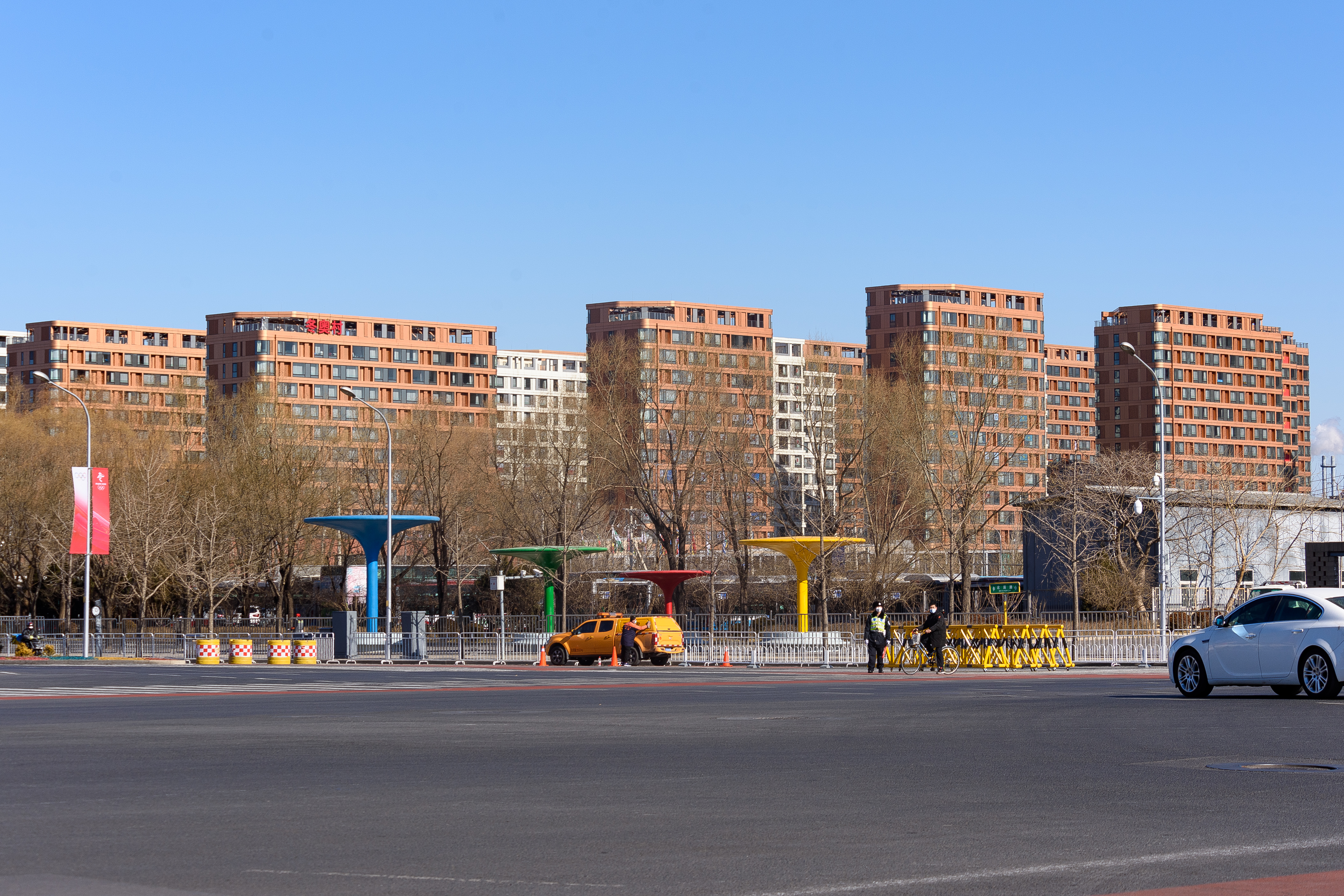
位于北京市奥体中心南侧的北京冬奥村

北京冬奥村位于北京市奥体中心南侧，总面积33万平方米，分为居住区和运行区两部分，赛时用于各地参加2022年北京冬奥会及冬残奥会选手居住及其部分保障工作，在冬奥会完全结束后，改为人才公租房，针对面向符合未来北京市城市发展定位的人才出租